# 徳尾俊彦
徳尾俊彦（とくお としひこ、1887年 - 1942年）は、日本のフランス語学者・イタリア語学者。 
1921年東京外国語学校フランス語科卒、大阪外国語学校教授、関西大学教授。陸軍大尉で予備役となっていたが応召し少佐。仏印に従軍し航空事故で死去。フランス語、イタリア語の教科書などを多数執筆した。

## 著書
- 『仏文解釈法 短文篇』白水社、1927
- 『和文仏訳の根柢より』白水社、1928
- 『仏文解釈法 類語篇』白水社、1929
- 『仏文解釈法 初級篇』白水社
- 『仏蘭西常用五千語』白水社、1929
- 『英語から仏語へ』白水社、1930
- 『仏蘭西語四週間』大学書林、1930、のち「フランス語四週間」
- 『伊太利語四週間』大学書林、1931、のち「イタリー語四週間」
- 『新佛和熟語辭典』編、白水社、1932
- 『イタリー語第一歩』伊太利語入門叢書 第1篇、白水社、1934
- 『中級佛蘭西語』大学書林、1934
- 『伊太利語発音五時間』大学書林、1936
- 『ふらんす語』大同書院、1936
- 『基礎イタリー語』大学書林、1938
- 『速修イタリー會話』白水社 1938

### 共編著
- 『仏蘭西広文典』目黒三郎共著、白水社、1926
- 『伊太利語動詞の變化』粟田三吾共編、三島開文堂 1927
- 『新編伊語讀本』粟田三吾共編、三島開文堂書店 1927
- 『仏文解釈法 熟語篇』目黒三郎共著、白水社、1927
- 『仏文解釈法 長文篇』目黒三郎共著、白水社、1928
- 『佛蘭西新聞讀本 第2卷』目黒三郎共編纂、白水社、1936

### 翻訳など
- ルイ・マルシヤン『仏語教科書文法篇』共編、三島開文堂書店、1926
- 『ふらんす笑話集』編著、白水社、1935
- 『佛蘭西笑話讀本』編、白水社、1936